# Championnat d'Italie de football 1993-1994
Navigation
Édition précédente Édition suivante
| \| AC Milan Juventus Sampdoria Lazio Parme Naples AS Rome Torino Foggia Cremonese Genoa Cagliari Inter Reggiana Plaisance Udinese Atalanta Lecce \| Localisation des clubs engagés dans le championnat. |
| AC Milan Juventus Sampdoria Lazio Parme Naples AS Rome Torino Foggia Cremonese Genoa Cagliari Inter Reggiana Plaisance Udinese Atalanta Lecce                                                           |

Le Championnat d'Italie de football 1993-1994 est la 92e édition de la compétition qui fut remportée par la Milan AC.

## Classement
| Rang | Équipe           | Pts | J  | G  | N  | P  | Bp | Bc | Diff |
| ---- | ---------------- | --- | -- | -- | -- | -- | -- | -- | ---- |
| 1    | Milan AC         | 50  | 34 | 19 | 12 | 3  | 36 | 15 | +21  |
| 2    | Juventus         | 47  | 34 | 17 | 13 | 4  | 58 | 25 | +33  |
| 3    | Sampdoria        | 44  | 34 | 18 | 8  | 8  | 64 | 39 | +25  |
| 4    | Lazio Rome       | 44  | 34 | 17 | 10 | 7  | 55 | 40 | +15  |
| 5    | Parme FC         | 41  | 34 | 17 | 7  | 10 | 50 | 35 | +15  |
| 6    | SSC Naples       | 36  | 34 | 12 | 12 | 10 | 41 | 35 | +6   |
| 7    | AS Rome          | 35  | 34 | 10 | 15 | 9  | 35 | 30 | +5   |
| 8    | Torino FC        | 34  | 34 | 11 | 12 | 11 | 39 | 37 | +2   |
| 9    | US Foggia        | 33  | 34 | 10 | 13 | 11 | 46 | 46 | 0    |
| 10   | US Cremonese     | 32  | 34 | 9  | 14 | 11 | 41 | 41 | 0    |
| 11   | Genoa CFC        | 32  | 34 | 8  | 16 | 10 | 32 | 40 | -8   |
| 12   | Cagliari Calcio  | 32  | 34 | 10 | 12 | 12 | 39 | 48 | -9   |
| 13   | Inter Milan      | 31  | 34 | 11 | 9  | 14 | 46 | 45 | +1   |
| 14   | Reggiana AC      | 31  | 34 | 10 | 11 | 13 | 29 | 37 | -8   |
| 15   | Piacenza         | 30  | 34 | 8  | 14 | 12 | 32 | 43 | -11  |
| 16   | Udinese Calcio   | 28  | 34 | 7  | 14 | 13 | 35 | 48 | -13  |
| 17   | Atalanta Bergame | 21  | 34 | 5  | 11 | 18 | 35 | 65 | -30  |
| 18   | US Lecce         | 11  | 34 | 3  | 5  | 26 | 28 | 72 | -44  |

|  | Champion                  |
|  | Relégation en 2e division |

## Buteurs
| Place | Joueur           | Nationalité | Club       | Buts |
| ----- | ---------------- | ----------- | ---------- | ---- |
| 1er   | Giuseppe Signori | Italie      | Lazio Rome | 23   |
| 2e    | Gianfranco Zola  | Italie      | Parme FC   | 18   |
| 3e    | Roberto Baggio   | Italie      | Juventus   | 17   |
| 3e    | Andrea Silenzi   | Italie      | Torino FC  | 17   |